# Pedro de Agén (obispo de Palencia)
 No se debe confundir con su tío Pedro de Agén, obispo de Segovia.
Pedro de Agén (Agen, ? - Palencia, 1139) fue un eclesiástico aquitano, obispo de Palencia desde 1108 hasta su muerte.
Oriundo de Agén, en Aquitania, llegó a España a finales del siglo XI en el grupo de clérigos y doctos varones que el arzobispo de Toledo Bernardo de Sedirac trajo de Francia, y que posteriormente encabezarían numerosas diócesis de la península ibérica; entre estos se encontraban su hermano Bernardo, que después sería obispo de Sigüenza, y su tío Pedro, que lo sería de Segovia, Gerardo, después arzobispo de Braga y santo, Pedro de Bourges y Raimundo, obispos de Osma, Bernardo y Jerónimo de Perigord, que lo serían respectivamente de Zamora y Valencia (aunque los últimos estudios señalan que Jerónimo de Perigord no tuvo relación con Bernardo de Sedirac ni fue cluniaciense), o Mauricio Burdino, antipapa.
Sus primeros años en España son mal conocidos: algunos autores lo señalan como monje benedictino del monasterio de Sahagún,
cosa que otros omiten 
o niegan. 
También se le menciona como canónigo o arcediano 
de Toledo, 
de Segovia 
o de Lugo.
En 1108 o 1109 fue nombrado obispo de Palencia, en cuya dignidad asistió a los funerales del rey Alfonso VI de León y a los del obispo de Osma Pedro de Osma; según la tradición fue este último quien durante el episcopado de Pedro de Agén descubrió milagrosamente las reliquias de San Antolín.
Poco después de su nombramiento, la enemistad entre la reina de Castilla y León Urraca I y su marido el rey de Aragón Alfonso I 
desembocó en una guerra civil, y el obispo Pedro de Agén, partidario de la reina, fue apresado por el aragonés en el castillo de Castrojeriz al menos hasta 1113, pues en esta fecha estuvo imposibilitado de acudir al concilio celebrado en Palencia. 
Tras su liberación la reina le recompensó con la cesión a la diócesis de las villas de Magaz y Villamartín, con privilegio para acuñar moneda; ya bajo el reinado de Alfonso VII también se le concedieron Arévalo y Olmedo, así como Cigales, lugar que intercambió con el monarca por Mojados.
Muerto en Palencia en 1139, fue sepultado en la pared de la clausura de la catedral diocesana; en 1506 dicha pared se derribó para hacer la nueva clausura, y sus restos incorruptos fueron colocados en un arca dentro de un altar de las capillas nuevas, aunque se desconoce en cual de ellas.
| Predecesor: Raimundo | Obispo de Palencia 1108 – 1139 | Sucesor: Pedro |